# Bryum chrysoneuron
Bryum chrysoneuron är en bladmossart som beskrevs av C. Müller 1851. Bryum chrysoneuron ingår i släktet bryummossor, och familjen Bryaceae. Inga underarter finns listade i Catalogue of Life.